# 香港地理
22°11′00″N 114°08′00″E / 22.18333°N 114.13333°E
香港位於中国華南沿海，北靠广东省、西背珠江口及澳門、南望南中國海，介乎北緯22°08′至35′、東經113°49′至114°31′之間，所處時區比世界協調時間快8小時（UTC+8）。香港北部與廣東省深圳市被深圳河和沙頭角河相隔，南部海域與珠海市萬山群島海域連接。截至2020年，香港境內陸地面積為1110.18平方公里，連同水域總面積為2754.97平方公里。香港土地可概括為香港島、九龍半島、新界三大部份及263個島嶼。香港地理上則由九龍半島等大陸土地，以及263個島嶼構成。有時候離島（包括大嶼山）會視作獨立區域。
位處九龍半島和香港島之間的維多利亞港是水深港闊的天然良港，是香港的著名地標。早在19世紀位處東亞中心位置的香港吸引英國人，清朝中葉，英國人通過戰爭從滿清政府手上取得香港主權，從而開通港口、發展航海貿易。時至今日，香港的地理位置仍然能讓本地經濟通過轉口貿易以及中轉旅客而得益。
境內山多平地少，香港可供發展土地本身十分有限。香港開埠早期，新界及市郊大部分範圍由林地、灌木、以及務農的鄉鎮村落組成，並未大規模發展。香港政府後於1976年把部份未開發地區劃為郊野公園，保護綠化環境。而接近維多利亞港的市區，則因經濟發展而使土地移山填海仍供不應求，高密度樓宇向高空發展，寸金尺土。政府自1960年代起規劃多個衛星城市，發展新市鎮，分散人口。為方便市民跨區工作、增加各區人口流動，政府大力發展交通運輸網絡，縮短市區及郊區之間的旅程時間，陸路、鐵路網絡至今仍然不斷擴張。人口膨脹，大量樓宇發展，逾七百萬人不平均地分散於僅1,100多平方公里的土地上，除了造成人口密度極高之外，亦產生居住空間不足、環境污染等城市問題。
香港聯合國教科文組織世界地質公園是世界地質公園，佔地50平方公里，包括西貢火山岩和新界東北沉積岩兩個園區，展現香港獨特的地貌。

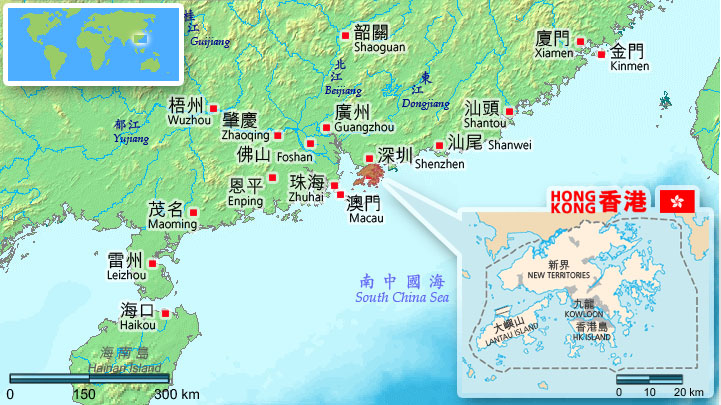
香港在華南的位置

## 行政地理
根據成為英國殖民地的階段，香港劃分為幾個主要大區——原割讓予英國的香港島和九龍，以及原租借予英國的新界，因此香港全境得出「港九新界」的別稱。1937年，政府將部份獅子山以南的新界地區劃為「新九龍」，以供發展之用。不過隨着時代發展，「新九龍」地區現已視作九龍一部分。時至今日，有時甚至將西貢市視作「九龍」一部分，與殖民地時期視作九龍的地區相差甚遠。
今日香港特別行政區的邊界，是香港與廣東省兩地政府於1997年6月19日簽署的《粵港邊界管理範圍線諒解備忘錄》所界定，並由國務院令第221號公佈。同年7月1日起，香港根據《中英聯合聲明》及《香港基本法》，成為中華人民共和國首個特別行政區。主權移交後，原有行政、立法、司法架構予以保留，繼續沿用與中國大陸地區行政區劃不同的分區制度。香港與中國大陸接壤的四百公頃土地，仍然劃作禁區，用以打擊非法入境者及其他跨境罪案，並需持有邊境禁區通行證方可進入。
政府於1982年實施地方行政計劃，將全港分成18區，方便政府協調及管理地區層面的服務及設施，並鼓勵市民參與地區事務。政策繼續沿用至今，而18區多年來劃分大致相同，現時劃分為：
| 市區                            | 市區                             | 市區                | 新界                              | 新界                                         | 其他                         |
| 香港島                          | 九龍西                           | 九龍東              | 新界東                            | 新界西                                       | 其他                         |
| ------------------------------- | -------------------------------- | ------------------- | --------------------------------- | -------------------------------------------- | ---------------------------- |
| - 中西區 - 東區 - 南區 - 灣仔區 | - 九龍城區 - 深水埗區 - 油尖旺區 | - 黃大仙區 - 觀塘區 | - 北區 - 西貢區 - 沙田區 - 大埔區 | - 離島區 - 葵青區 - 荃灣區 - 屯門區 - 元朗區 | - 水域 - 港方口岸區 - 河套區 |

現時各區設有區議會，以分區直選議員為主，議會職能主要屬諮詢性質，也可以從政府獲得撥款安排地區活動。各區也設有由政府部門組成的地區管理委員會，以及隸屬民政事務總署、負責統籌地區事務的民政事務處。

## 地貌

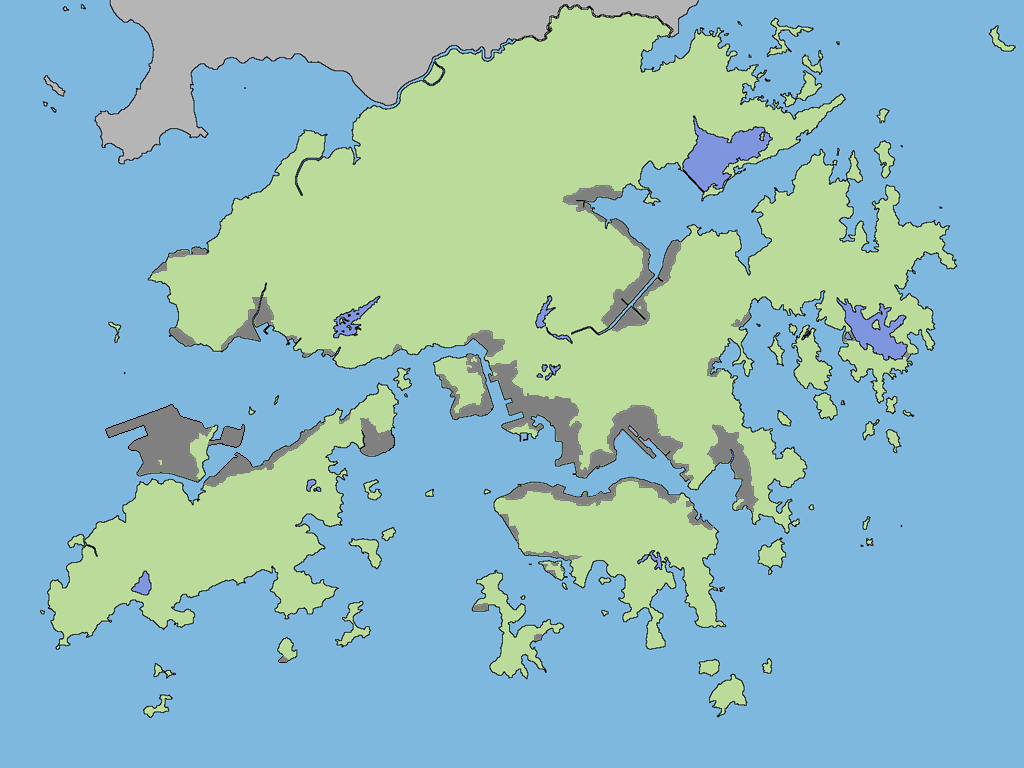
香港填海得出用地（灰色區域為現有填海得出用地

香港為受到海水淹沒的多山地體，亦屬典型的濱海丘陵地形，山多平地少，地貌豐富。山脈走向為東北至西南。境內山陵可與華南丘陵視為一體，地貌構造體系與內陸的廣東省一樣。香港約有650平方公里（即約60%陸地總面積）屬天然山坡，約20%的土地為大於／等於30°的陡峭斜坡。山脈走向為東北──西南，其中以新界中部的大帽山為第一高峰（957m），向多方面伸延；西南面大嶼山島上的鳳凰山（934m）及大東山（869m）則為另一條主要山脈。
香港共有263個島嶼。眾島嶼以大嶼山面積最大，其次是香港島。香港島以南的鴨脷洲則是全球人口第二稠密的島嶼；另一方面亦有不少無任何常住居民的小島。
香港境内拥有多个半岛，这是由于香港的海岸线既长又弯曲。九龙半岛是继香港岛后香港最繁荣的地区。因为九龙半岛平地较香港岛多，因此九龙半岛的土地得到更充份的运用，人口密度也相当高。其他半岛主要位于新界大陆等地。
自然形成的較大型平地，主要集中於最接近珠江口的新界西北部。元朗、粉嶺都是由河流自然形成的冲积平原。這些天然平原土地肥沃，適合耕種。但由於地勢低漥，一旦遇上暴雨，渠務未經妥善處理的地區便會形同澤國，但是其他地區的高地並不等於能夠倖免於大雨的衝擊。遇上豪雨，遍佈香港各地的斜坡可能出現山泥傾瀉，威脅市民人身安全，因此政府整治山坡、處理排水等工作十分重要。境內其餘僅有的平地位於九龍半島及香港島北部的維多利亞港沿岸，這些土地便是香港最初發展成市區的地方，至今該區仍然是香港都市命脈所在。同時，政府亦不斷通過填海工程，逐漸向外擴張可供發展土地。開埠百多年來，透過填海而獲得的土地面積超過74平方公里。

## 板塊
就地殼板塊位置而言，香港位處歐亞板塊之內，遠離板塊邊緣600公里，因此發生強烈地震機會甚微。香港境內極偶然會感覺到地殼震動，但影響都很輕微。1918年位於香港東北偏東約300公里的汕頭曾發生黎克特制7.5級地震，但破壞程度輕微。
香港偶爾發生有感地震，從1979年至2020年初，共發生9次有感地震。

## 地質史

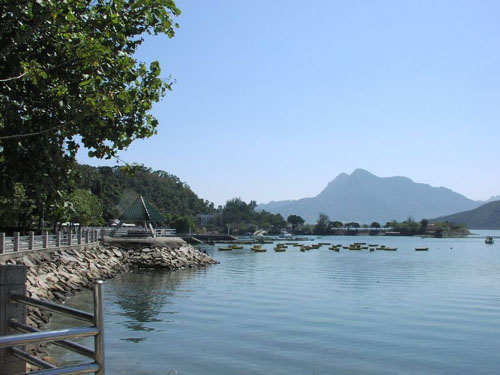
大尾篤沿岸的船灣的岩石，是由4億年前沖積物逐漸形成

香港的地質主要由火成岩、沉積岩及花崗岩構成，其中花崗岩佔香港總面積約三分之一。
相對於45億歲的地球，香港的岩石年紀尚輕，可追溯至4億年前的泥盆紀。當時香港由大片河谷平原覆蓋，河水流向東南方，而河水氾濫帶來的軟泥則有利原始植物生長，海岸地區也將海洋生物的殘骸沉積到沿岸海洋軟泥之中。這些沖積物逐漸形成新界東北部船灣、黃竹角咀和赤門北岸一帶的岩石。
至3億5000萬年前的石炭紀早期，熱帶淺海淹沒香港，水面下降後的沿岸沼澤地區出現植物，軟泥地面則有枯萎的植物。這些物質經過掩埋、遇熱及擠壓，分別成為埋在地表下的大理岩，以及含有石墨的片岩，分布於香港西北部，例如元朗有大理石礦藏。
2億9000萬年前的二疊紀時期，香港再次被淺海所淹，沉積物混入砂礫、海洋動物及珊瑚的殘骸，經過沉埋、壓迫，岩石被巨大的地殼力量扭曲及變形，形成摺曲、拱起或斷層的狀態。這類岩石分布於吐露港的馬屎洲和丫洲。

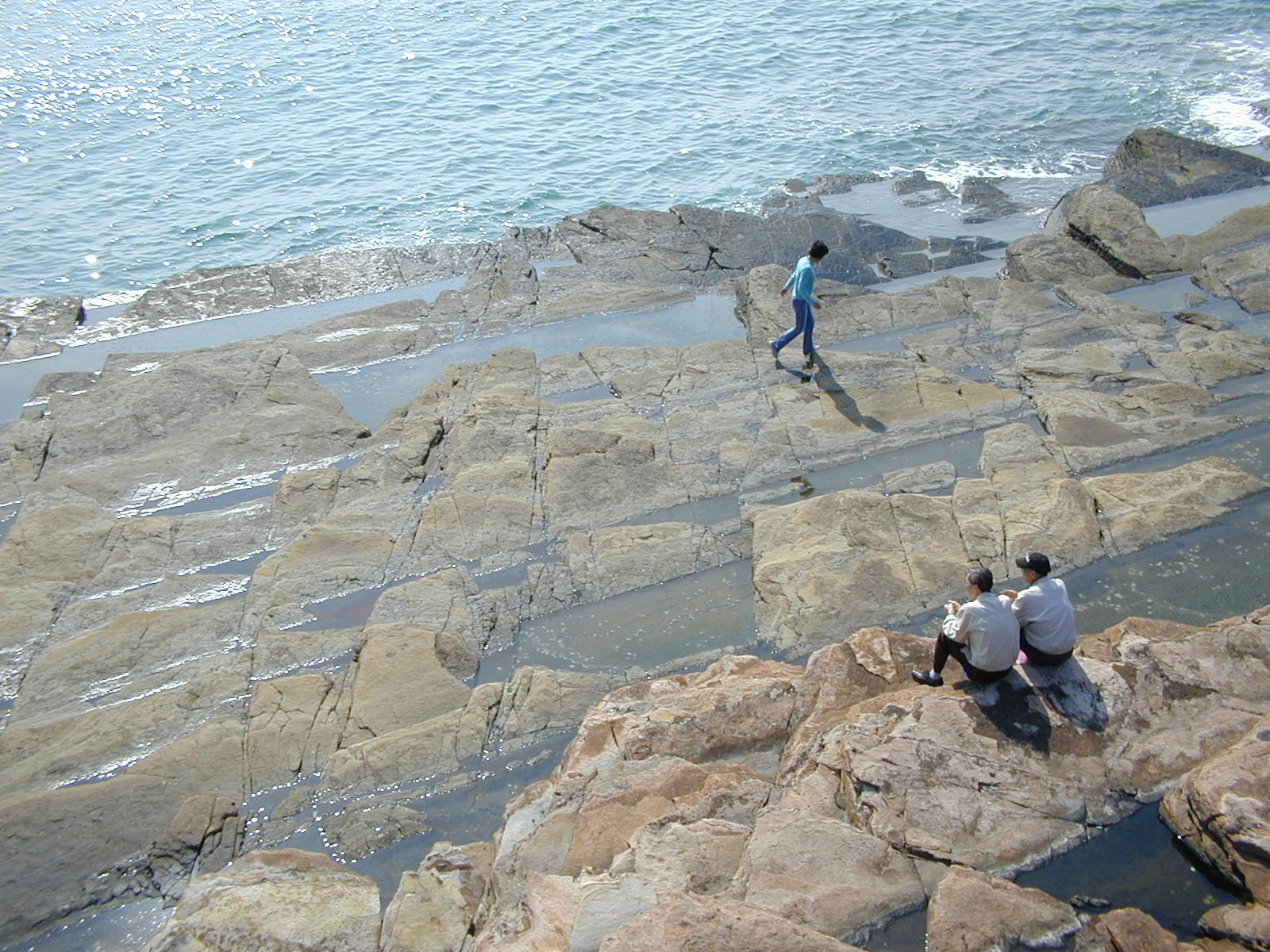
東平洲海蝕平臺，約於8000萬至5000萬年前逐漸形成

1億6400萬至1億4000萬年前的侏羅紀時期，香港發生多次火山爆發，噴出大量熔岩及火山灰。香港的岩石約有一半由火山岩所形成。噴至火山口邊的火山灰冷卻成為切面是六邊形的石柱，可見於果洲群島及破邊洲。而未有噴出的熔岩則在地底深處慢慢冷卻凝固，形成藏有粗大礦物顆粒的花崗岩。1億年前白堊紀的香港則是一片乾燥荒蕪，中國大陸的洪流偶爾會把砂石和軟泥沖積到香港，形成紅色的岩石層，見於東北部的赤洲和烏蛟騰。考古學家發現這個時期的岩石並無生物痕跡，但廣東省內發現的白堊紀恐龍化石則反映鄰近地區可能有恐龍出沒。
直至8000萬至5000萬年前的白堊紀晚期和第三紀早期，氣候變得潮濕，香港逐漸形成遼闊的淺湖。雨季和旱季循環交替，為湖底的軟泥舖上一層又一層的鹽分凝固物，形成東平洲所見的粉砂岩薄層。湖泊周邊的植物昆蟲則形成化石。到了5000萬年前的第三紀，氣候和現時一樣溫暖潮濕，陸地隆起，風化侵蝕形成今日地理景觀。200萬年前第四紀的冰河時期，大片冰原由南北極推進，全球水平面下降；到了1萬8000年前的最後一次冰期，海面比現時低130米，香港陸地面積會在南邊多120公里。至6000年前氣候回暖，海平面回升，淹沒山谷形成彎彎曲曲的海岸線，以及兩百多個島嶼。

## 礦物
香港的礦物資源稀少，土地面積也不大，在礦物蘊藏量有限的情況下，並沒有大規模開採的經濟價值。較有規模的是馬鞍山的磁鐵礦，該礦曾於1960年代至70年代盛產磁鐵，全盛時期平均年產量往往超過20萬噸，1970年代早期更一度高達40萬噸，運往日本提煉；惟該礦已經於1976年停產。此外，沙田針山以及大嶼山沙螺灣有數處極小規模的钨礦，而打鼓嶺蓮麻坑則有铅和锌礦，當中可能含有铜和銀。另外19世紀末在大嶼山梅窩有銀礦灣附近曾有礦洞進行開採工作，實際上這礦洞生產的是鉛，但鉛礦當中含有小量銀，故以銀礦命名。這些礦藏經過小規模開採，但均已停產。
而因為香港的地質則偏向為火成岩，三分之一的土地為花崗岩，所以香港在一段比較長的時間裏有不同形式的石礦場。這些石礦場遍佈香港各地，例如在香港島的畢拿山石礦場。一些曾經存在的石礦場只留下地名為歷史證據，比如香港島的石塘咀和九龍土瓜灣的石塘街。而隨著城市發展，截至2020年，香港的石礦場只餘下屯門的藍地石礦場仍然在服務當中。
很多已經關閉的石礦場會重新綠化，轉為其他用途。安達臣道石礦場發展計劃把觀塘的安達臣道石礦場重新規劃，成為近年來市區較大型的發展計劃。香港島的石澳石礦場在2011年關閉後，成為沙中線的沉管隧道預製組件工場，在工場使用完畢後，政府建議把原址改造成為一個水上活動中心。而南丫島石礦場則更早於已於2002年停止開採並回復綠化。這些石礦為建築業生產石料製品，其餘則由鄰近廣東省輸入。由於珠海市和中山市的石礦場逐漸關閉，香港業界的石料供應來源由2006年起已逐漸轉移至江门市。

## 水文

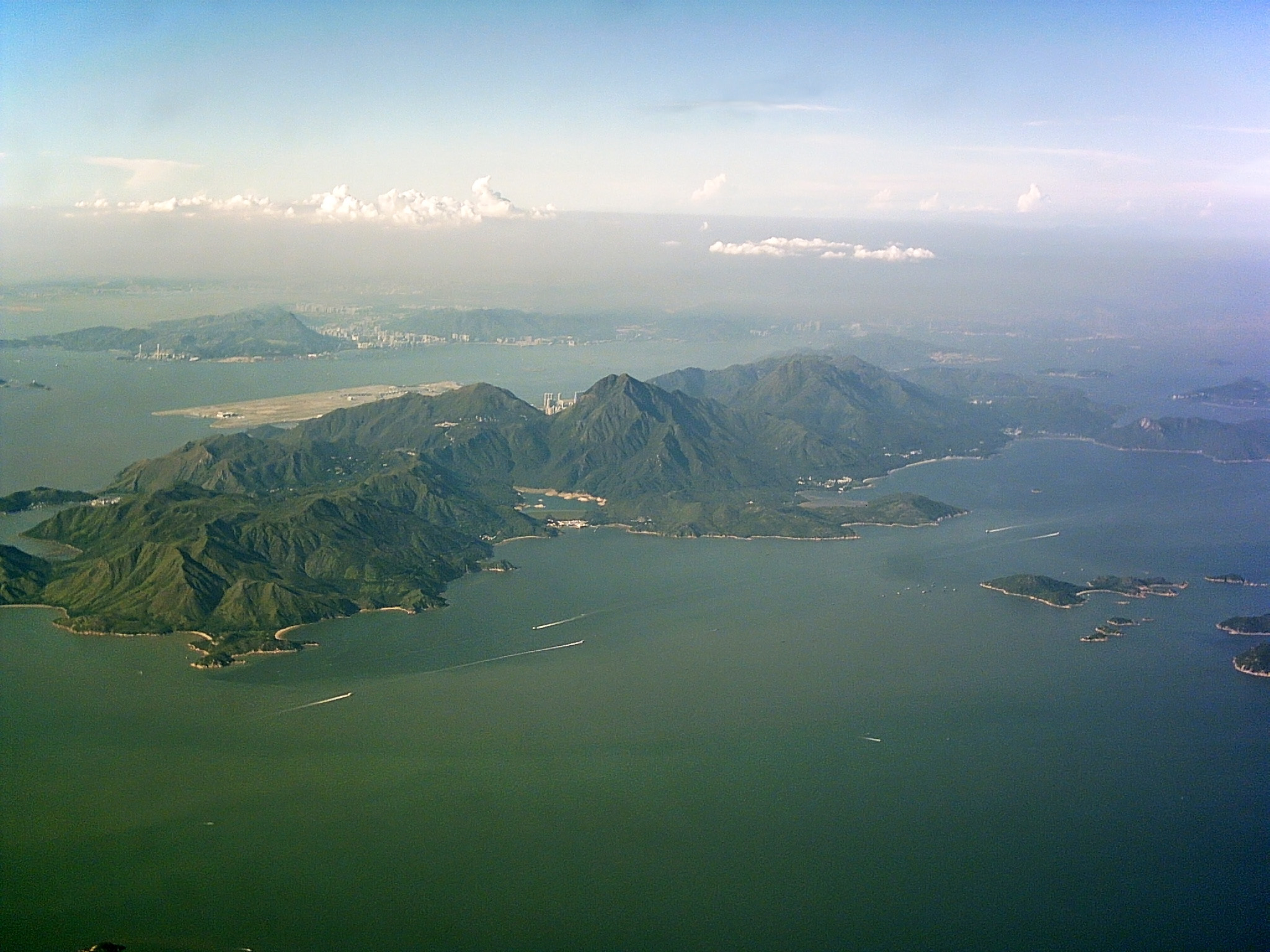
鳥瞰大嶼山南部的地貌

彎曲的海岸線是香港地貌的特徵之一。當中只有西面以及通過填海得來的土地海岸線較為平直。向東的海岸則因為曾經下沉，彎曲的山坡成為今日的海岸線。彎曲的海岸線形成大小海灣及海灘，成為愛好水上運動人士的好去處。
香港另一地形特徵便是分隔九龍和香港島的維多利亞港。維港被四周的島嶼、以及九龍的獅子山和港島的太平山等高山包圍，讓港內船隻不會受強風侵襲。相對於鄰近海域的澳門等珠三角一帶，維多利亞港深而闊，再加上沒有珠江所帶來的泥沙淤塞，讓維港適宜海運發展，並素有世界天然良港的美譽。海港可容納吃水12米的萬噸級以上的貨船出入及停泊。抵港後，貨車能通過陸路將貨物送往中國內地，或者經空運、船運將貨物送到亞洲其他地區。
相對於華南其他地區，香港山地多，香港境內河流規模較小，缺少大型河流及湖泊，以長度來說，香港最長的河流是深圳河，全長37公里。嚴格來說，香港境內全是溪澗，不足以稱為江河。而較大的河流都集在香港西北部，如山貝河、深圳河、錦田河、雙魚河、梧桐河等。香港屬亞熱帶氣候，年均降雨量達2,200毫米，所以香港的河網密度稱得上是高，但在季候風的影響下，降雨有明顯季節性，引致香港河流上游河段大多數是間歇河。除了少數較大型河流外，下游的泛濫平原都十分細小。香港的河谷淺窄，反映丘陵受河水侵蝕時間有限。香港位處珠江河口，珠江流量已經較少；因此即使是香港境內較大的深圳河、林村河等所帶動的水土流動，並未能侵蝕境內丘陵。山貝河和深圳河將大量的泥沙堆積於香港西北部，形成后海灣一帶的紅樹林等景致。而由於珠江口屬於鹹淡水交界，使香港海域的西部有較多淤泥和沉積物，水質較為混濁。
香港堅硬的花崗岩地質也使得難以鑽取地下水。開埠以來，淡水供應便成為政府必須面對的問題。政府早年依賴興建水塘供水，全港至今共17個水塘，總容量達5.86億立方米。多年來，香港已開發了一個龐大的雨水收集及貯存系統。現時，香港約有三分一的土地被規劃為集水區，用作收集並貯存雨水。另外，大部分集水區落入郊野公園範圍內，並受到《郊野公園條例》保護。另一方面則由1960年代開始與廣東省簽訂協議，供應省內东江水到港。

## 自然生態

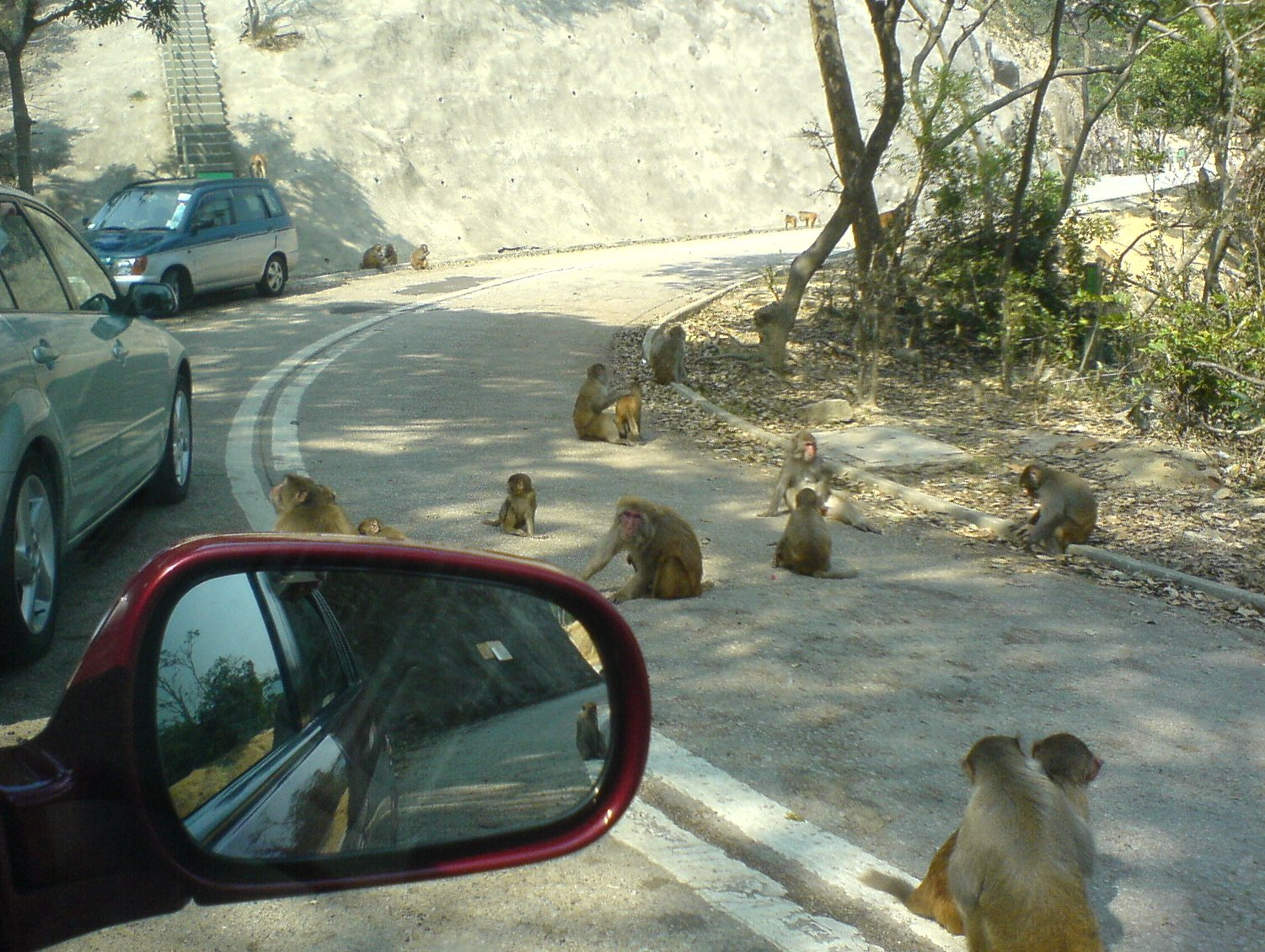
金山郊野公園內成群結隊的猴子

受到地形所礙，香港有約75%土地屬郊區，未曾開發成市鎮。由於受城市擴張的影響，香港郊區與城市的距離十分近，市民及旅客可在短時間內前往郊區。2005年，前往郊野公園的遊人達1,200萬人次，進行遠足、燒烤、露營等活動。郊區內的自然生態盎然，棲息着多種香港稀有、獨有品種，與密集的市區發展形成強烈的對比。這些潛在的自然生態旅遊資源，獲得政府近年進行評估發展。
政府在郊區開闢24個郊野公園和22個特別地區，共佔地443.1平方公里，即全港土地約39.35%。這些地域受到法例保護，大部分與集水區重疊，以保護食水資源，由漁農自然護理署（漁護署）管理。郊野公園主要是為市民提供郊野康樂設施，而特別地區則主要為保護自然生態環境。香港亦設有5個海岸公園及1個海岸保護區，同樣受到法例保護。海岸公園及保護區面積有34平方公里，供市民欣賞珊瑚等海洋景觀及生物，以及進行潛水、獨木舟、風帆及海底攝影等活動。
政府指定的郊野地區受到法例保護，並有漁護署管理，自然生態環境得以維護發展。截至2019年，境內维管植物超過3,300個物種或變種，當中2,100個為本土植物，油杉、紅皮糙果茶（又稱克氏茶）及大苞山茶（又稱葛量洪茶）等稀有植物已經由漁護署成功繁殖。陸棲哺乳动物則有55種，當中以赤麂、獼猴、赤腹松鼠、臭鼩以及各種蝙蝠最為常見。

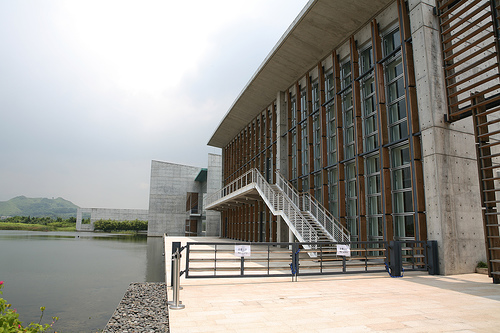
香港濕地公園

鳥類方面，香港有超過550種雀鳥，本地繁殖的鳥類約有120種。由於香港位處亞洲候鳥遷飛路線上的中途站，因此濕地、草原等成為多種野生鳥類的棲息地。瀕危品種黑臉琵鷺亦會在香港過境。位於新界西北部的米埔沼澤區最多候鳥棲息，所屬的后海灣濕地自1995年根據《拉姆薩爾公約》列為國際重要濕地。鄰近約61公頃土地於2000年起劃為濕地公園，供遊客觀賞自然生態。
兩棲類及爬行類動物則分別有25種和90種，其中蛇佔50多種，蜥蜴佔20多種，另有約24種兩棲類及約10種龜鱉類動物。香港特有種包括鮑氏雙足蜥（Dibamus bogadeki）和盧文氏樹蛙，連同其他動物受到《野生動物保護條例》保護。在南丫島深灣繁殖的綠海龜，則是唯一在香港繁殖的海龜。香港境內昆蟲亦種類繁多，包括超過230種蝴蝶、110種蜻蜓，當中也有香港獨有的品種。
至於水生動物方面，香港水域擁有最少150種具有漁業價值的海洋生物，而由於香港地理位置關係，主要品種屬熱帶，但海流及季候風亦會帶來溫帶品種。香港水域最為常見的魚類是鯡魚類（Clupeidae）、黃花魚（Sciaenidae）和鯛魚（Abramis）等。另外，東部水域由於不受以西北的珠江水流影響，珊瑚以及甲殼類物種較多，全港水域共有84個石珊瑚（Scleractinia）品種。海洋哺乳類動物則以定居於香港的中華白海豚及江豚最為知名，一年四季都能在香港水域見到其蹤影。據漁護署統計，香港及珠江口水域至少有1500條白海豚。

## 氣候
香港的地理位置造成海洋性副热带季风气候，氣候極為溫和。由於香港位處亞洲東南部，受全球最活躍的季風影響，由於受到海洋的調節，比起內陸地區，香港一年的溫差較少，同時季風也為香港帶來分佈分明的降雨。
香港擁有一個漫長的夏季、較短促的春秋冬季。香港天文台並沒有說明四季的劃分方法。天文台使用的的季節，是指天文季節，而不具氣候意思。香港作為華人社會，傳統而言使用二十四節氣作為季節劃分的時間，然而位處華南而面對著氣候改變的香港，呈現著夏季越來越長，冬季越來越短的趨勢。
一般而言，香港的夏天炎熱潮濕，冬天偶爾寒冷。按照天文台的天文術語說明，氣溫達28℃以上為炎熱，而17℃以下為清涼。所以從氣候的角度而言，香港在五月中旬開始入夏，九月下旬入秋。
一、二月是香港的冬季，也是全年最寒冷月份，但是因為雲量較多的緣故，並非經常乾燥，南下的冬季季候風偶爾為香港帶來寒冷而且乾燥的天氣，如果有較為強烈的寒潮南下，新界北部和高地可能會出現結霜的情況。
三、四月則是香港的春天，天氣非常潮濕，經常出現的大霧和毛毛雨天氣有時候會影響航空和渡輪服務。香港的春天也經常有雲，雲量大約佔據這兩個月80%的時間。
五到九月是香港的夏天，天氣非常炎熱，而且相當潮濕。日出之後氣溫會迅速上升到30℃以上，然而因為香港熱島效應嚴重，入夜後氣溫降低並不明顯，而且近年熱夜的數字越來越多。雖然香港夏日氣溫不常超越33℃，但因為五到八月的平均相對濕度都在80%或以上，導致體感溫度遠遠超過數值上的溫度。因為副熱帶高壓脊的影響，香港往往在七月擁有一段持續一週或更長的晴天。
七月和九月是香港最常受到颱風影響的季節，雖然香港從五月入夏，到秋天十一月，都有可能遭遇颱風影響。颱風會帶來大量的降雨，有時候會造成水浸或山泥傾瀉。而在九月下旬，往往有第一道東北季後風開始影響香港，帶來稍涼的天氣。
十月到十二月是香港的秋季，天氣乾燥清爽，雖然十月還會有相當炎熱的日子，但是氣溫仍然慢慢降低。去到十一月和十二月，天氣多數宜人，開始吹西北風，有時候會積累來自中國北方的空氣污染物，導致空氣污染嚴重的日子出現。
香港各處雨量往往與地形分布吻合，稱為地形性降雨。雖然香港受到季候風的影響而出現季節性風向，但綜觀全年數據而言，東風仍然是盛行風向。而香港的山脈則以東北——西南排列，山地和盛行風向會以直角相交，尤其是向東的山地。因此，整體而言，地勢和雨量會成正比；而東面雨量也會比西面多。這種情況稱西面為香港的雨影區。
另外，香港市區人口和建築密度極高，對城市的氣候也有所影響。混凝土蓋過的土地失去天然的散熱功能，市區高樓密佈也令街道難以散熱，令香港市區出現熱島現象。。同時因為全球暖化現象越來越明顯，香港的氣候也變得越來越熱，近年香港天文台的月度天氣回顧也經常出現「異常炎熱」來形容各月份。例如2018年5月下半月連續出現最高溫度達33℃以上的酷熱天氣。

密集的市區建設阻擋陽光照射，也會令空氣流動減少，汽車廢氣等污染物容易積聚，加深空氣污染。除了市區的商業大廈之外，向海的住宅樓宇也可能是熱島現象的「元兇」。例如，新界的元朗站、大圍站、大圍車廠和南昌站上蓋的物業發展項目，也被環保組織批評為建得太高、太密，減少空氣流通、妨礙散熱，形成「屏風效應」。
| 香港氣象數據（平均數據採集自1991年至2020年；極端數據採集自1884年至1939年，以及1947年至今） | 香港氣象數據（平均數據採集自1991年至2020年；極端數據採集自1884年至1939年，以及1947年至今） | 香港氣象數據（平均數據採集自1991年至2020年；極端數據採集自1884年至1939年，以及1947年至今） | 香港氣象數據（平均數據採集自1991年至2020年；極端數據採集自1884年至1939年，以及1947年至今） | 香港氣象數據（平均數據採集自1991年至2020年；極端數據採集自1884年至1939年，以及1947年至今） | 香港氣象數據（平均數據採集自1991年至2020年；極端數據採集自1884年至1939年，以及1947年至今） | 香港氣象數據（平均數據採集自1991年至2020年；極端數據採集自1884年至1939年，以及1947年至今） | 香港氣象數據（平均數據採集自1991年至2020年；極端數據採集自1884年至1939年，以及1947年至今） | 香港氣象數據（平均數據採集自1991年至2020年；極端數據採集自1884年至1939年，以及1947年至今） | 香港氣象數據（平均數據採集自1991年至2020年；極端數據採集自1884年至1939年，以及1947年至今） | 香港氣象數據（平均數據採集自1991年至2020年；極端數據採集自1884年至1939年，以及1947年至今） | 香港氣象數據（平均數據採集自1991年至2020年；極端數據採集自1884年至1939年，以及1947年至今） | 香港氣象數據（平均數據採集自1991年至2020年；極端數據採集自1884年至1939年，以及1947年至今） | 香港氣象數據（平均數據採集自1991年至2020年；極端數據採集自1884年至1939年，以及1947年至今） |
| 月份                                                                                       | 1月                                                                                        | 2月                                                                                        | 3月                                                                                        | 4月                                                                                        | 5月                                                                                        | 6月                                                                                        | 7月                                                                                        | 8月                                                                                        | 9月                                                                                        | 10月                                                                                       | 11月                                                                                       | 12月                                                                                       | 全年                                                                                       |
| ------------------------------------------------------------------------------------------ | ------------------------------------------------------------------------------------------ | ------------------------------------------------------------------------------------------ | ------------------------------------------------------------------------------------------ | ------------------------------------------------------------------------------------------ | ------------------------------------------------------------------------------------------ | ------------------------------------------------------------------------------------------ | ------------------------------------------------------------------------------------------ | ------------------------------------------------------------------------------------------ | ------------------------------------------------------------------------------------------ | ------------------------------------------------------------------------------------------ | ------------------------------------------------------------------------------------------ | ------------------------------------------------------------------------------------------ | ------------------------------------------------------------------------------------------ |
| 历史最高温 °C（°F）                                                                        | 26.9 (80.4)                                                                                | 28.3 (82.9)                                                                                | 31.5 (88.7)                                                                                | 33.4 (92.1)                                                                                | 36.1 (97.0)                                                                                | 35.6 (96.1)                                                                                | 36.1 (97.0)                                                                                | 36.6 (97.9)                                                                                | 35.9 (96.6)                                                                                | 34.6 (94.3)                                                                                | 31.8 (89.2)                                                                                | 28.7 (83.7)                                                                                | 36.6 (97.9)                                                                                |
| 平均高温 °C（°F）                                                                          | 18.7 (65.7)                                                                                | 19.4 (66.9)                                                                                | 21.9 (71.4)                                                                                | 25.6 (78.1)                                                                                | 28.8 (83.8)                                                                                | 30.7 (87.3)                                                                                | 31.6 (88.9)                                                                                | 31.3 (88.3)                                                                                | 30.5 (86.9)                                                                                | 28.1 (82.6)                                                                                | 24.5 (76.1)                                                                                | 20.4 (68.7)                                                                                | 26.0 (78.8)                                                                                |
| 日均气温 °C（°F）                                                                          | 16.5 (61.7)                                                                                | 17.1 (62.8)                                                                                | 19.5 (67.1)                                                                                | 23.0 (73.4)                                                                                | 26.3 (79.3)                                                                                | 28.3 (82.9)                                                                                | 28.9 (84.0)                                                                                | 28.7 (83.7)                                                                                | 27.9 (82.2)                                                                                | 25.7 (78.3)                                                                                | 22.2 (72.0)                                                                                | 18.2 (64.8)                                                                                | 23.5 (74.3)                                                                                |
| 平均低温 °C（°F）                                                                          | 14.6 (58.3)                                                                                | 15.3 (59.5)                                                                                | 17.6 (63.7)                                                                                | 21.1 (70.0)                                                                                | 24.5 (76.1)                                                                                | 26.5 (79.7)                                                                                | 26.9 (80.4)                                                                                | 26.7 (80.1)                                                                                | 26.1 (79.0)                                                                                | 23.9 (75.0)                                                                                | 20.3 (68.5)                                                                                | 16.2 (61.2)                                                                                | 21.6 (70.9)                                                                                |
| 历史最低温 °C（°F）                                                                        | 0.0 (32.0)                                                                                 | 2.4 (36.3)                                                                                 | 4.8 (40.6)                                                                                 | 9.9 (49.8)                                                                                 | 15.4 (59.7)                                                                                | 19.2 (66.6)                                                                                | 21.7 (71.1)                                                                                | 21.6 (70.9)                                                                                | 18.4 (65.1)                                                                                | 13.5 (56.3)                                                                                | 6.5 (43.7)                                                                                 | 4.3 (39.7)                                                                                 | 0.0 (32.0)                                                                                 |
| 平均降雨量 mm（）                                                                          | 33.2 (1.31)                                                                                | 38.9 (1.53)                                                                                | 75.3 (2.96)                                                                                | 153.0 (6.02)                                                                               | 290.6 (11.44)                                                                              | 491.5 (19.35)                                                                              | 385.8 (15.19)                                                                              | 453.2 (17.84)                                                                              | 321.4 (12.65)                                                                              | 120.3 (4.74)                                                                               | 39.3 (1.55)                                                                                | 28.8 (1.13)                                                                                | 2,431.2 (95.72)                                                                            |
| 平均降雨天数（≥ 0.1 mm）                                                                   | 5.70                                                                                       | 7.97                                                                                       | 10.50                                                                                      | 11.37                                                                                      | 15.37                                                                                      | 19.33                                                                                      | 18.43                                                                                      | 17.50                                                                                      | 14.90                                                                                      | 7.83                                                                                       | 5.70                                                                                       | 5.30                                                                                       | 139.90                                                                                     |
| 平均相對濕度（％）                                                                         | 74                                                                                         | 79                                                                                         | 82                                                                                         | 83                                                                                         | 83                                                                                         | 82                                                                                         | 81                                                                                         | 81                                                                                         | 78                                                                                         | 73                                                                                         | 72                                                                                         | 70                                                                                         | 78                                                                                         |
| 月均日照時數                                                                               | 145.8                                                                                      | 101.7                                                                                      | 100.0                                                                                      | 113.2                                                                                      | 138.8                                                                                      | 144.3                                                                                      | 197.3                                                                                      | 182.1                                                                                      | 174.4                                                                                      | 197.8                                                                                      | 172.3                                                                                      | 161.6                                                                                      | 1,829.3                                                                                    |
| 可照百分比                                                                                 | 43                                                                                         | 32                                                                                         | 27                                                                                         | 30                                                                                         | 34                                                                                         | 36                                                                                         | 48                                                                                         | 46                                                                                         | 47                                                                                         | 55                                                                                         | 52                                                                                         | 48                                                                                         | 41                                                                                         |
| 来源：香港天文台                                                                           |                                                                                            |                                                                                            |                                                                                            |                                                                                            |                                                                                            |                                                                                            |                                                                                            |                                                                                            |                                                                                            |                                                                                            |                                                                                            |                                                                                            |                                                                                            |

## 土地利用

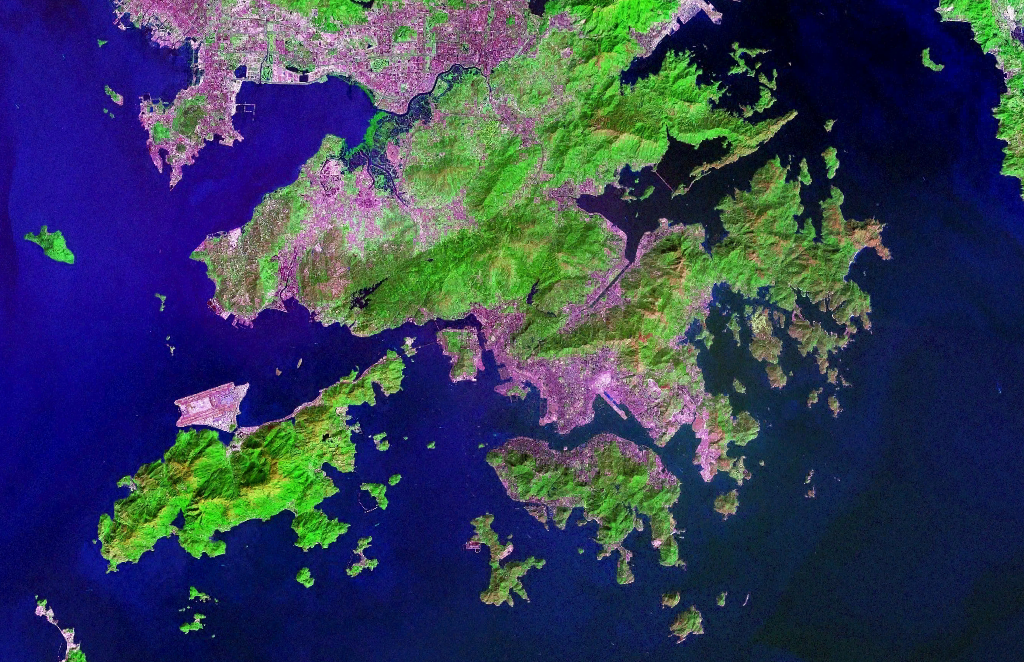
香港全境衛星圖像

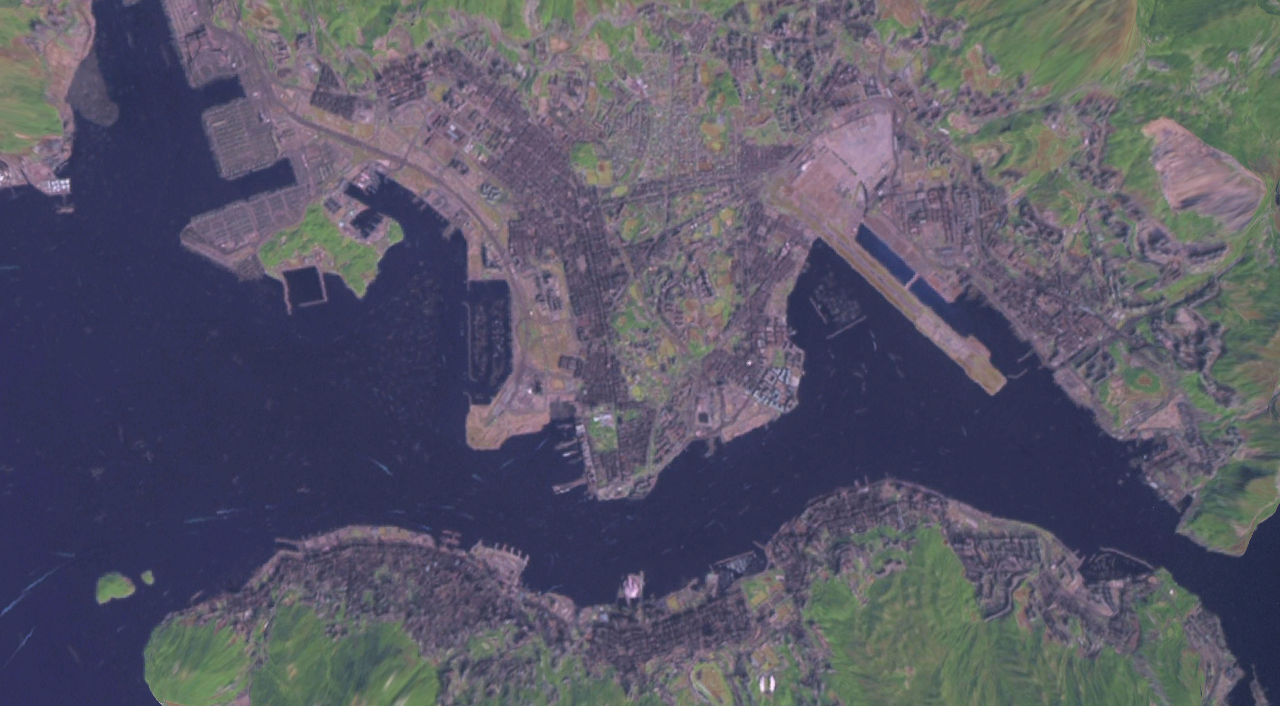
香港市區衛星圖像

作為一個面積僅約為1,100多平方公里的城市，加上山多平地少，如何有效利用土地對香港來說一直以來都是一個挑戰。香港的都市用地可向三個方向發展：沿着山坡發展、向周邊平地發展、填海。向陡斜的山坡發展成本高昂，而香港海岸線曲折而多淺灣，因此通過填充這些海灣來拓展土地是頗為便利的做法。根據1986年一家公司的估計，1982年香港開山費用為每平方米120港元，但填海成本只需60元，而填海後售賣地皮的收益更是成本的三倍，可見填海的吸引力。
香港開埠早期，城市的發展主要集中在香港島北岸的中西部，是為維多利亞城。另一方面，洋人的高尚住宅則沿着太平山向上發展。1851年之前，填海拓展土地屬私人行為；香港政府則於1852年將填海納為政府工程，展開文咸填海計劃。然而，隨後更大規模的寶靈填海計劃，卻遭到當時的香港定例局的反對，結果擱置了超過40年，期間使城內的規劃以東西橫向的形式發展。 

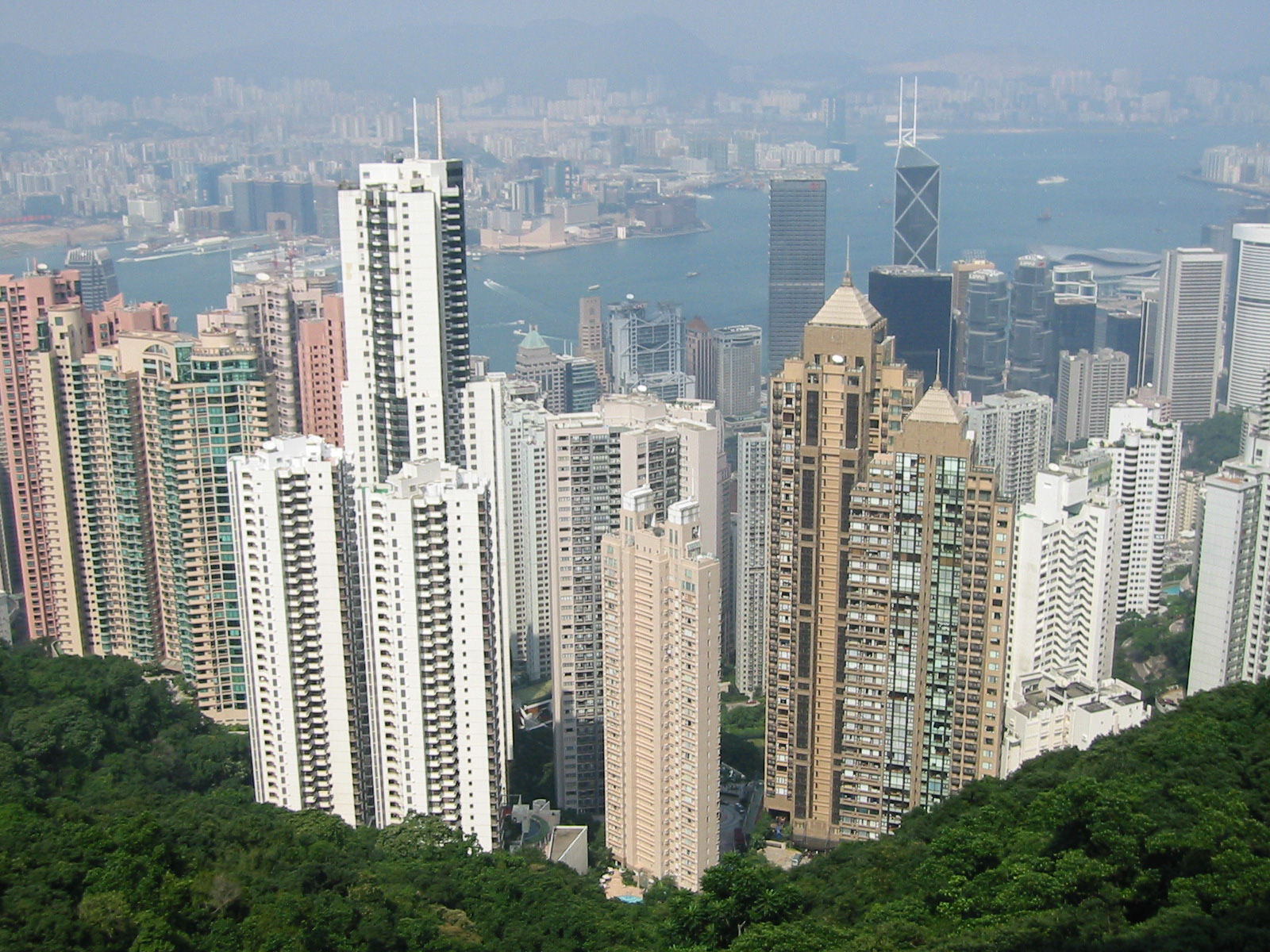
從太平山俯瞰維多利亞港（2001年）

九龍半島方面，開埠早期還是以私人的發展為主。踏入20世紀初，九龍灣啟德濱填海地及九龍塘分別於1910年代及1920年代曾經計劃發展大型綜合社區，可是都以失敗告終。前者最後成為了啟德機場的一部份，後者則變成一個純高尚住宅區。另一方面，鑑於界限街以南的九龍發展接近飽和，香港政府在1937年決定將獅子山以南原屬新界的平坦土地劃作「新九龍」，以作市區用地發展。
新界由於根據1898年《展拓香港界址專條》只由英國租借99年，所以政府長期未有發展上述新九龍以外的新界土地。1951年，香港政府為阻止中国大陆的難民湧入香港，設立了邊境禁區，使新界北部的發展進一步受到限制。自從中國大陸於1978年實行改革开放以來，深圳河兩岸的發展逐漸出現差異，現在更形成了深圳一岸是繁盛的商業區、香港一岸則仍是荒蕪的土地的現象。另一方面，1950年代起因嬰兒潮而導致人口激增，政府於1960年代起開始規劃第一代新市鎮，1970年代展開建設荃灣、沙田和屯門新市鎮的工程。到20世紀末為止，政府共發展了3期，共9個新市鎮，以沙田新市鎮的規模最大。現時新界的人口已經超越了香港島及九龍的人口的總和，新市鎮的發展是最主要的原因。
然而，香港政府拓展土地近年開始遇到一定阻力。終審法院於2004年1月9日裁定灣仔北填海計劃必須重新檢討，為將來填海發展更添限制，逼使政府日後必須以更宏觀目光看待海港資源。啟德機場原址的啟德用地自1993年開始進行發展研究，根據 1998年的規劃建議，第一批居民更可於2003年遷入，但因填海的爭議而空置多年，至2007年11月方才完成規劃檢討方案。

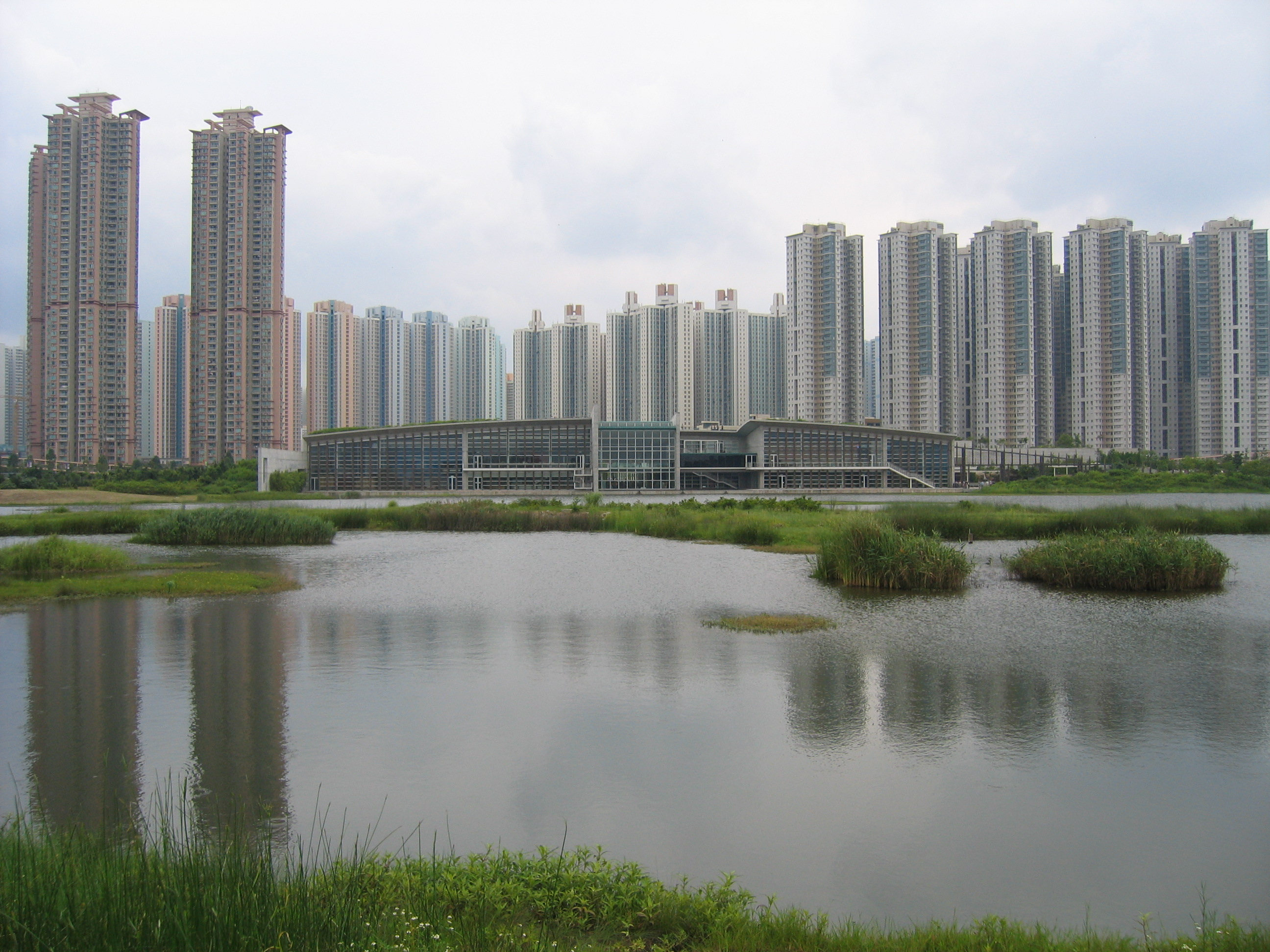
天水圍新市鎮，前景為濕地，背景則是多幢住宅大樓

另一方面，隨著香港農業的式微，新界農地的荒廢及城市蠶食的情況也很嚴重。元朗平原過去是香港稻米的主要供應地。隨著香港人口急劇增長，不少農民都把原來的農地改為園藝作業，主要種植蔬菜或花卉較高收入的經濟產物。現在不少農民更把農地填高，改作露天的貨櫃場供大型貨車停泊，或任由土地丟空，等待發展商收購或改建大型建築物。土地利用衝突，可能使郊區出現交通擠塞，更帶來視覺和環境污染。
根據2018年的資料，香港約1,100平方公里土地用途分佈情況概括如下：
| 住宅                 | 商業                | 工業                 | 政府、機構和社區設施     | 休憩用地             | 運輸                 |
| -------------------- | ------------------- | -------------------- | ------------------------ | -------------------- | -------------------- |
| 78 平方公里 （7%）   | 5 平方公里 （0.5%） | 27 平方公里 （2.4%） | 25 平方公里 （2.3%）     | 28 平方公里 （2.5%） | 67 平方公里 （6.1%） |
| 空置土地             | 墳場、火葬場        | 農地、魚塘、基圍     | 林地、灌叢、草地、紅樹林 | 荒地                 | 水體                 |
| 15 平方公里 （1.4%） | 9 平方公里 （0.8%） | 66 平方公里 （5.9%） | 733 平方公里 （65.9%）   | 6 平方公里 （0.6%）  | 31 平方公里 （2.8%） |

已建設區佔全港土地面積24%，當中填海土地佔26%，容納了總人口的27%。

## 環境問題

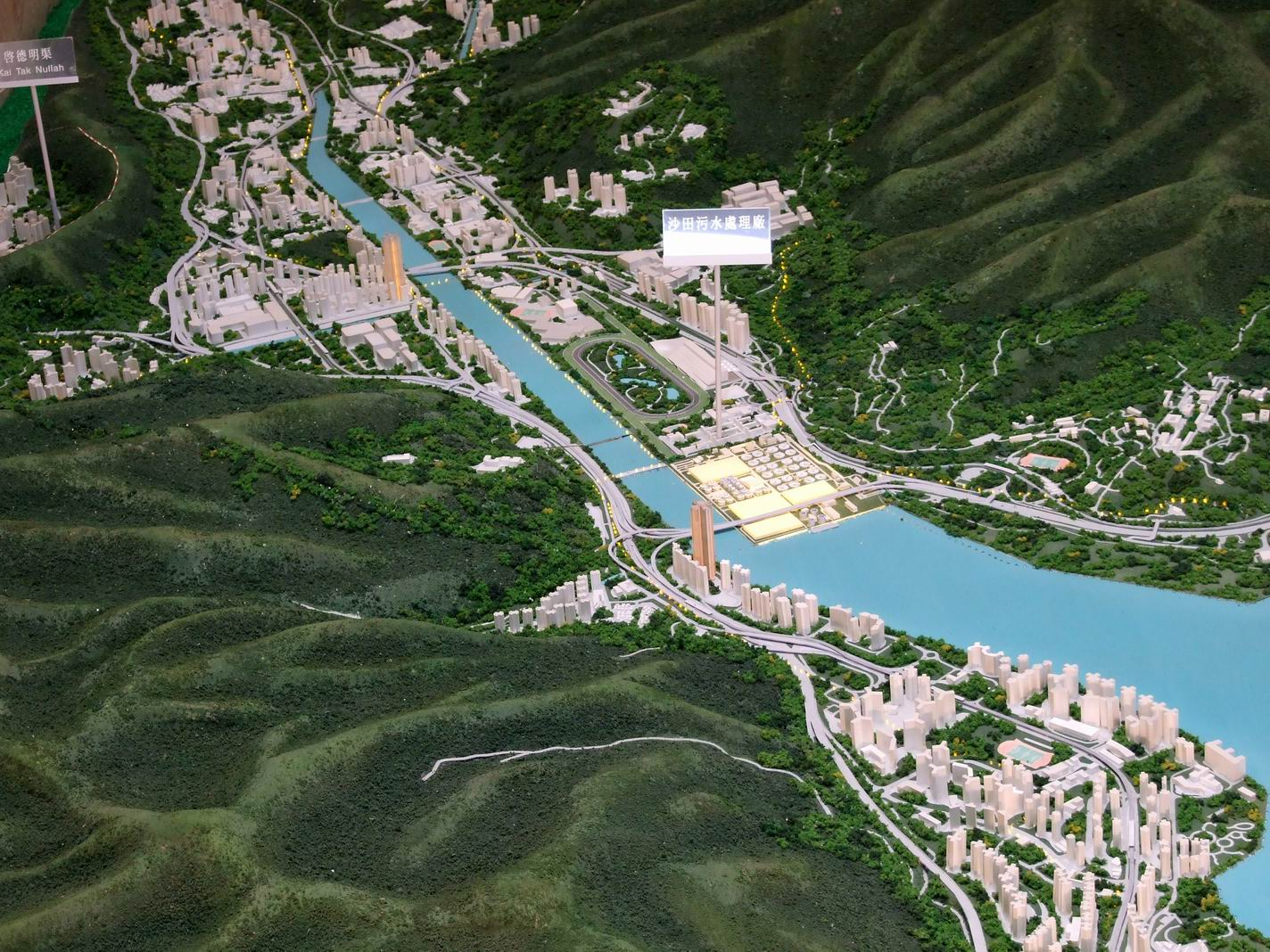
沙田污水處理廠集水區模型

香港環境污染的問題大致可以歸為廢物、空氣、污水、噪音及光害五類。隨著環境問題日益嚴重，香港政府於1970年代開始重視有關問題。環保處於1981年成立，至1986年升格為署級部門（即今日環保署），負責統籌政府環保政策及執行事宜，並就各項計劃提供科學意見。另外，香港也根據《基本法》以「中國香港」身份加入了多個國際環保條約、條約，當中包括《联合国气候变化框架公约》及議定書、《關於特別是作為水禽棲息地的國際重要濕地公約》等。
2017年，香港平均每日產生的都市固體廢物為2萬公噸，而其中只有5千公噸送往回收再造，其餘則運往堆填區處理，堆填區會在可數之年溢滿。政府近年開始探討利用新式焚化爐解決廢物問題，並已經在2018年底開始興建，預料2024年落成，預計每天處理量為3000公噸。

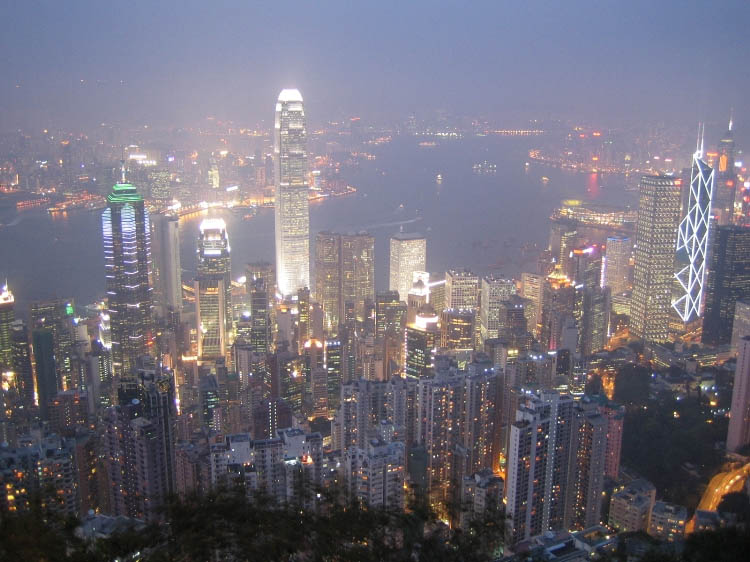
入夜後，維多利亞港兩岸仍燈火通明，產生光害

香港的空氣污染問題尤其為人詬病，根據2006年8月號《美國商會月刊》刊登商會調查顯示，超過五成受訪者認識因自然環境素質欠佳而拒絕來港的專才。而香港92%的二氧化硫、49%的氮氧化物、51%的可吸入懸浮粒子源自兩間本地發電廠──中華電力及香港電燈，政府因此於2005年為電力公司設定排放上限。另一方面，政府於2006年7月展開「藍天行動」計劃，集中向市民宣傳減低空氣污染策略。香港也設有一套空氣污染指數系統，每日為市民報道及預報空氣質素。
污水方面，香港每日製造約220萬立方米污水，人類、工業和禽畜飼養場是污水主要來源。香港目前有五個污水處理廠，當中沙田污水處理廠為香港目前最大規模之二級污水處理廠。而於噪音方面，則主要受到建築工程、飞机、和道路交通等影響。
雖然維多利亞港夜景有世界三大夜景之一的美譽，但這也反映香港受到光害的影響。在旺角、尖沙咀等商業區，商店於晚上休業後仍然長期亮着廣告牌射燈，造成光害。這不但浪費電力，也影響附近居民的睡眠，市區也幾乎不再能夠觀星。

## 外部連結
- 香港政府統計處：環境、氣候、地理統計資料
- 香港地政總署測繪處：香港地理資料 （页面存档备份，存于）
- 香港天文台：每年天氣概況
- 香港天文台：香港氣候資料
- 香港地方 （页面存档备份，存于） - 數碼館藏 - 多媒體資訊系統 香港公共圖書館
- 地圖特藏 （页面存档备份，存于） - 數碼館藏 - 多媒體資訊系統 香港公共圖書館
- 淺談香港氣候[]
- （英文）土木工程拓展署規劃部 - 香港地質（網上互動版）
- 香港地方網站 （页面存档备份，存于）
- 《香港古地圖》 第一
- 《香港古地圖》 第二
- 《香港古地圖》 第三